# بلیط بخت‌آزمایی (فیلم ۱۹۷۰)
«بلیت بخت‌آزمایی» (انگلیسی: Lottery Ticket) یک فیلم است که در سال ۱۹۷۰ منتشر شد.